# عدد صحيح جبري
في نظرية الأعداد، عدد صحيح جبري (بالإنجليزية: Algebraic integer)‏ هو عدد عقدي يكون جذرا لمتعددة حدود ما واحدية المدخل (أي متعددة حدود يساوي معاملها المضروب في حدها ذي الأس الأكبر واحدا)، وذات معاملات مساوية لأعداد صحيحة.